# MLB Draft 1971
Der MLB Draft 1971 war der siebte Draft, der von der Major League Baseball veranstaltet wurde. An erster Stelle wurde Danny Goodwin von den Chicago White Sox ausgewählt.

## Hintergrund
Der Juni-Draft war einer der erfolgreichsten überhaupt. In der regulären Phase wurden die zukünftigen MLB-All-Stars Jim Rice in der ersten Runde von den Boston Red Sox, George Brett in der zweiten Runde von den Kansas City Royals, Ron Guidry in der dritten Runde von den New York Yankees, Rick Rhoden in der ersten Runde von den Los Angeles Dodgers, Mike Schmidt in der zweiten Runde von den Philadelphia Phillies und Keith Hernandez in der 42. Runde von den St. Louis Cardinals ausgewählt. In der zweiten Phases des Drafts wurden mit Burt Hooton von den Chicago Cubs in der ersten Runde, Steve Rogers von den Montreal Expos ebenfalls in der ersten Runde und Steve Busby von den Kansas City Royals in der zweiten Runde drei weitere spätere All-Stars gewählt.
Da er sich mit den White Sox finanziell nicht einigen konnte, war Danny Goodwin der erste Spieler, der an erster Stelle gedraftet wurde, aber anschließend keinen Vertrag erhielt. Im Jahr 1975 erhielt aber eine zweite Chance. Mit Archie Manning, Steve Bartkowski und Joe Theismann wurden zudem drei spätere NFL-Stars gedraftet.

## Erstrundenwahlrecht
|  | = All-Star |  |  | = Baseball Hall of Famer |

| Pick | Spieler              | Mannschaft            | Position | Schule                    |
| ---- | -------------------- | --------------------- | -------- | ------------------------- |
| 1    | * Danny Goodwin      | Chicago White Sox     | C        | Peoria, Illinois          |
| 2    | Jay Franklin         | San Diego Padres      | RHP      | Vienna, Virginia          |
| 3    | Tom Bianco           | Milwaukee Brewers     | SS       | Elmont, New York          |
| 4    | * Condredge Holloway | Montreal Expos        | SS       | Huntsville, Alabama       |
| 5    | Roy Branch           | Kansas City Royals    | RHP      | St. Louis, Missouri       |
| 6    | Roy Thomas           | Philadelphia Phillies | RHP      | Lompoc, Kalifornien       |
| 7    | Roger Quiroga        | Washington Senators   | RHP      | Galveston, Texas          |
| 8    | Ed Kurpiel           | St. Louis Cardinals   | 1B-LHP   | Hollis, New York          |
| 9    | David Sloan          | Cleveland Indians     | RHP      | Santa Clara, Kalifornien  |
| 10   | Taylor Duncan        | Atlanta Braves        | SS       | Sacramento, Kalifornien   |
| 11   | Tom Veryzer          | Detroit Tigers        | SS       | Islip, New York           |
| 12   | Dave Cheadle         | New York Yankees      | LHP      | Asheville, North Carolina |
| 13   | Neil Rasmussen       | Houston Astros        | SS       | Arcadia, Kalifornien      |
| 14   | Richard Puig         | New York Mets         | 2B       | Tampa, Florida            |
| 15   | Jim Rice             | Boston Red Sox        | OF       | Anderson, South Carolina  |
| 16   | Jeff Weheimer        | Chicago Cubs          | RHP      | Indianapolis, Indiana     |
| 17   | William Daniels      | Oakland Athletics     | RHP      | Detroit, Michigan         |
| 18   | Frank Riccelli       | San Francisco Giants  | LHP      | Syracuse, New York        |
| 19   | Terry Whitfield      | New York Yankees      | OF       | Blythe, Kalifornien       |
| 20   | Rick Rhoden          | Los Angeles Dodgers   | RHP      | Boynton Beach, Florida    |
| 21   | Dale Soderholm       | Minnesota Twins       | SS       | Miami, Florida            |
| 22   | Craig Reynolds       | Pittsburgh Pirates    | SS       | Houston, Texas            |
| 23   | Randy Stein          | Baltimore Orioles     | RHP      | Pomona, Kalifornien       |
| 24   | * Mike Miley         | Cincinnati Reds       | SS       | New Orleans, Louisiana    |

* Hat keinen Vertrag unterschrieben